# (55747) 1990 SQ14
1990 أس كيو 14 (ويعرف أيضًا باسم (55747) 1990 أس كيو 14 وفق تسمية الكوكب الصغير) (بالإنجليزية: 1990 SQ14)‏ هو كويكب ضمن حزام الكويكبات؛ وترتيبه 55747 من حيث الاكتشاف.
اكتُشف هذا الجُرم الفلكي بواسطة هنري ديبهون في 25 سبتمبر 1990.

## وصلات خارجية
- (55747) 1990 SQ14 في قاعدة بيانات مختبر الدفع النفاث لأجرام النظام الشمسي الصغيرة

- الاكتشاف · مخطط المدار ·  العناصر المدارية · المعلمات المادية

- (55747) 1990 SQ14 على موقع ويكي سكاي: DSS2, SDSS, GALEX, IRAS, Hydrogen α, X-Ray, Astrophoto, Sky Map, Articles and images